# Буйнов, Леонид Геннадьевич
Леонид Геннадьевич Буйнов (род. 11 декабря 1957, Вольск, Саратовская область) — российский учёный-врач. Доктор медицинских наук, профессор, заведующий кафедрой. Специалист в области авиационной и космической медицины, психофизиологии, психофармакологии, здоровьесбережения участников образовательного процесса. Действительный член Балтийской педагогической академии (2000 г.), Петровской академии наук и искусств (2004 г.), Международной академии наук экологии, безопасности человека и природы (2006 г.). Член Экспертных советов при Комитете Государственной Думы России по образованию и науке: — "По вопросам здоровья и физического воспитания обучающихся" (2014 г.); — "По вопросам воспитания культуры здорового образа жизни детей и молодежи" (2019 г.). Член специализированных ученых советов по защите кандидатских и докторских диссертаций: Д - 212.199.33; Д - .999.072.02; Д - .33.2.018.12. (с 2008 - по настоящее время).

## Биография
После окончания военно-медицинского факультета при Саратовском медицинском институте (1981 г.) проходил воинскую службу на различных административно-врачебных должностях в Среднеазиатском военном округе СССР: Талдыкорган (1981—1987 г.), Токмак (1987—1990 г.), Ташкент (1990—1992 г.). Осуществлял медицинское обеспечение военнослужащих и членов их семей, плановых полётов российских и иностранных военных лётчиков, боевых дежурств и поисково-спасательных операций ВВС СССР. Участвовал в медицинском сопровождении орбитальных полётов и штатных посадок российских и международных экипажей космонавтов (космодром Байконур, Республика Казахстан).
После распада СССР переведен в Военно-медицинскую академию им. С. М. Кирова, Санкт-Петербург (1992—2008 г.), где работал в должностях: преподаватель (1992—1998 г.), старший преподаватель (1998—2008 г.) кафедры "Авиационная и космическая медицина".
Кандидат медицинских наук: 14.00.32: авиационная, космическая и морская медицина (1993 г.); доктор медицинских наук: 03.00.13: физиология (2002 г.); доцент (2003 г.). В звании полковника медицинской службы уволен из рядов ВС РФ в запас (2008 г.).
После увольнения из рядов Вооруженных Сил РФ в запас работает в Российском государственном педагогическом университете им. А. И. Герцена,  Санкт-Петербург: профессор кафедры "Медико-валеологических дисциплин (2008—2009 г.), заведующий кафедрой "Медико-валеологических дисциплин" (2009 - 2025 г.), заведующий кафедрой "Здоровьесбережения и основ медицинских знаний (с 2025 - по настоящее время). И.О. проректора по инклюзивному образованию (2021 г.). Руководитель магистерской программы: «Профилактика социальных отклонений (превентология)» (с 2000 -  по настоящее время). Профессор (2011 г.). Член ученого совета университета (2009 - 2024 г.). Член специализированных ученых советов РГПУ им. А.И. Герцена по защите кандидатских и докторских диссертаций (с 2009 - по настоящее время). Автор и руководитель международного теле-интернет проекта «Образование и здоровье без границ» ( с 2009 - по настоящее время).

## Награды и поощрения
- десять медалей Министерства обороны СССР, РФ.
- Благодарность министра обороны РФ: «…за безупречную службу».
- Почётные грамоты: учёного совета университета «… за вклад в организацию учебного процесса» (2012 г.), Министерства образования и науки РФ «…за вклад в дело подготовки высококвалифицированных специалистов» (2015 г.).
- Благодарность председателя Комитета по образованию Федерального Собрания Государственной Думы РФ: «… за деятельность в области укрепления здоровья обучающихся» (2016 г.).